# منزل عظيميان
منزل عظيميان (بالفارسية: خانه عظیمیان) هو منزل تاريخي يعود إلى عصر الدولة التيمورية، ويقع في سبزوار.